# Weilheimer Literaturpreis
Der Weilheimer Literaturpreis wurde von Friedrich Denk, einem Deutschlehrer des Gymnasiums Weilheim, initiiert und erstmals 1988, dann 1991 und bis 2003, als Friedrich Denk in den Ruhestand trat, im zweijährlichen Turnus verliehen. Seither verleiht die Stadt Weilheim in Oberbayern den Literaturpreis „in Kooperation mit der Kester-Haeusler-Stiftung, weiteren lokalen Sponsoren sowie dem Gymnasium Weilheim“ alle fünf Jahre.

## Hintergrund
Um einen Preis erhalten zu können, muss der betreffende Schriftsteller bereits am Gymnasium Weilheim gelesen haben. Dichterlesungen finden seit 1980 statt, als Friedrich Denk (Zitat) „Ilse Aichinger nach Weilheim holen“ wollte. Seither lasen bereits über 50 Dichter aus ihren Werken: unter anderen Hans Bender, Peter Bichsel, Michael Ende, Hans Magnus Enzensberger, Robert Gernhardt, Günter Grass, Thomas Hürlimann, Sarah Kirsch, Michael Krüger, Reiner Kunze, Siegfried Lenz, Loriot, Reinhold Messner, Sten Nadolny, Peter Ustinov, Uwe Timm, Guntram Vesper, Martin Walser. Zu den 110 Lesungen kamen bis 2019 etwa 55.000 Zuhörer, davon etwa die Hälfte Jugendliche. Bei der ersten Lesung eines Autors wird gleichzeitig ein Weilheimer Heft, das von einigen Deutschlehrern des Gymnasiums mit Auszügen aus den Werken des jeweiligen Schriftstellers zusammengestellt wird, zur Klassenlektüre an alle Schüler des Gymnasiums verteilt. Unter all diesen Schriftstellern wählt die Preisjury einen aus, den sie „Gleichaltrigen in besonderer Weise empfiehlt“. Die Jury des mit 7.500 Euro (seit 2010) dotierten Preises besteht ausschließlich aus sieben (1988 bis 2010) bzw. elf (2015) Schülern des Gymnasiums Weilheim. Die Dankesrede sowie die Laudatio und wenige weitere Auszüge werden in einem weiteren Weilheimer Heft veröffentlicht; die Rede heißt traditionsgemäß Rede an die Jugend. 
Mit der Verleihung des Weilheimer Literaturpreises will die Stadt Weilheim (lt. Selbstdarstellung):
- Autoren unterstützen, deren Werk junge Leute besonders anspricht,
- im Zeitalter der Massenmedien das Interesse an der Literatur und am Lesen vor allem bei Jugendlichen wecken und pflegen,
- die Urteilsfähigkeit junger Menschen herausfordern und fördern,
- die Qualität gymnasialer Erziehung in Bayern verdeutlichen,
- das Ansehen der Stadt Weilheim im kulturellen Bereich stärken.

## Preisträger
- 2020: Saša Stanišić (Laudatio: Werner Nickisch)
- 2015: Nora Gomringer (Laudatio: Pia-Elisabeth Leuschner)
- 2010: Sten Nadolny (Laudatio: Volker Weidermann)
- 2006: Wole Soyinka (Laudatio in Berlin: Bundespräsident Horst Köhler)
- 2003: Rafik Schami (Laudatio: Harald Weinrich)
- 2001: Siegfried Lenz (Laudatio in Hamburg: Helmut Schmidt)
- 1999: Vicco von Bülow (Loriot) (Laudatio: Joachim Kaiser)
- 1997: Reiner Kunze (Laudatio: Arnold Vaatz)
- 1995: Thomas Hürlimann (Laudatio: Martin Walser)
- 1993: Gertrud Fussenegger (Laudatio: Dieter Borchmeyer)
- 1991: Wolfgang Hildesheimer (Laudatio: Peter Horst Neumann)
- 1988: Ilse Aichinger (Laudatio: Joachim Kaiser)